# Square Delambre
Pour les articles homonymes, voir Delambre.
Le square Delambre est une voie du 14e arrondissement de Paris, en France.

## Situation et accès
Le square Delambre est une voie publique située dans le 14e arrondissement de Paris. Il débute au 19, rue Delambre et se termine au 26, boulevard Edgar-Quinet.
Le quartier est desservi par la ligne 6, à la station Edgar Quinet et par la ligne 4, à la station Vavin.

## Origine du nom

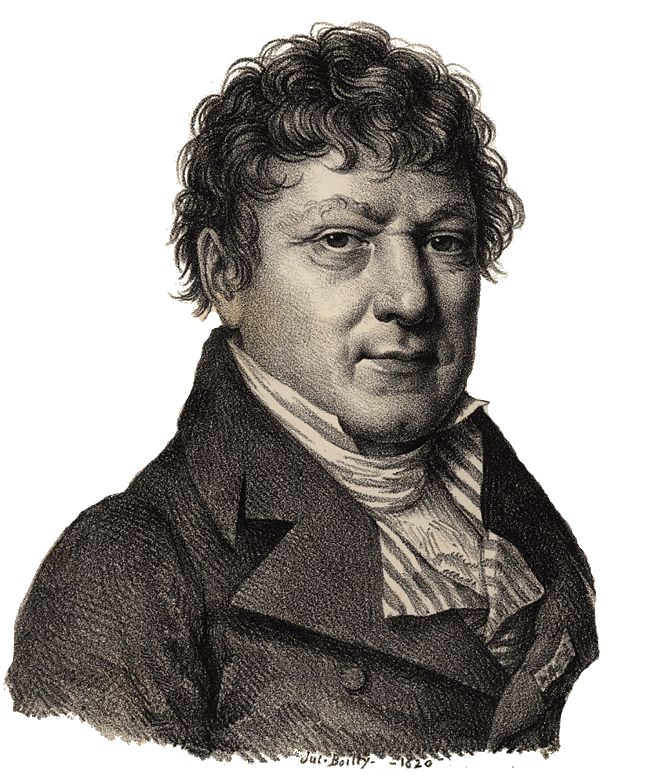
Jean-Baptiste Delambre.

Elle porte le nom de l'astronome, mathématicien et géodésien français, Jean-Baptiste Delambre, en raison de sa proximité avec la rue Delambre.

## Historique
La voie est ouverte par l'Assistance publique, sur ses terrains, et prend sa dénomination actuelle en 1907. L’emplacement était occupé par un dépôt de pavés, puis par un dépôt de la Compagnie des tramways Sud.
En 2024, le square est agrandi et amélioré par la mairie de Paris dans le cadre du programme « Embellir notre quartier ».

## Bâtiments remarquables et lieux de mémoire

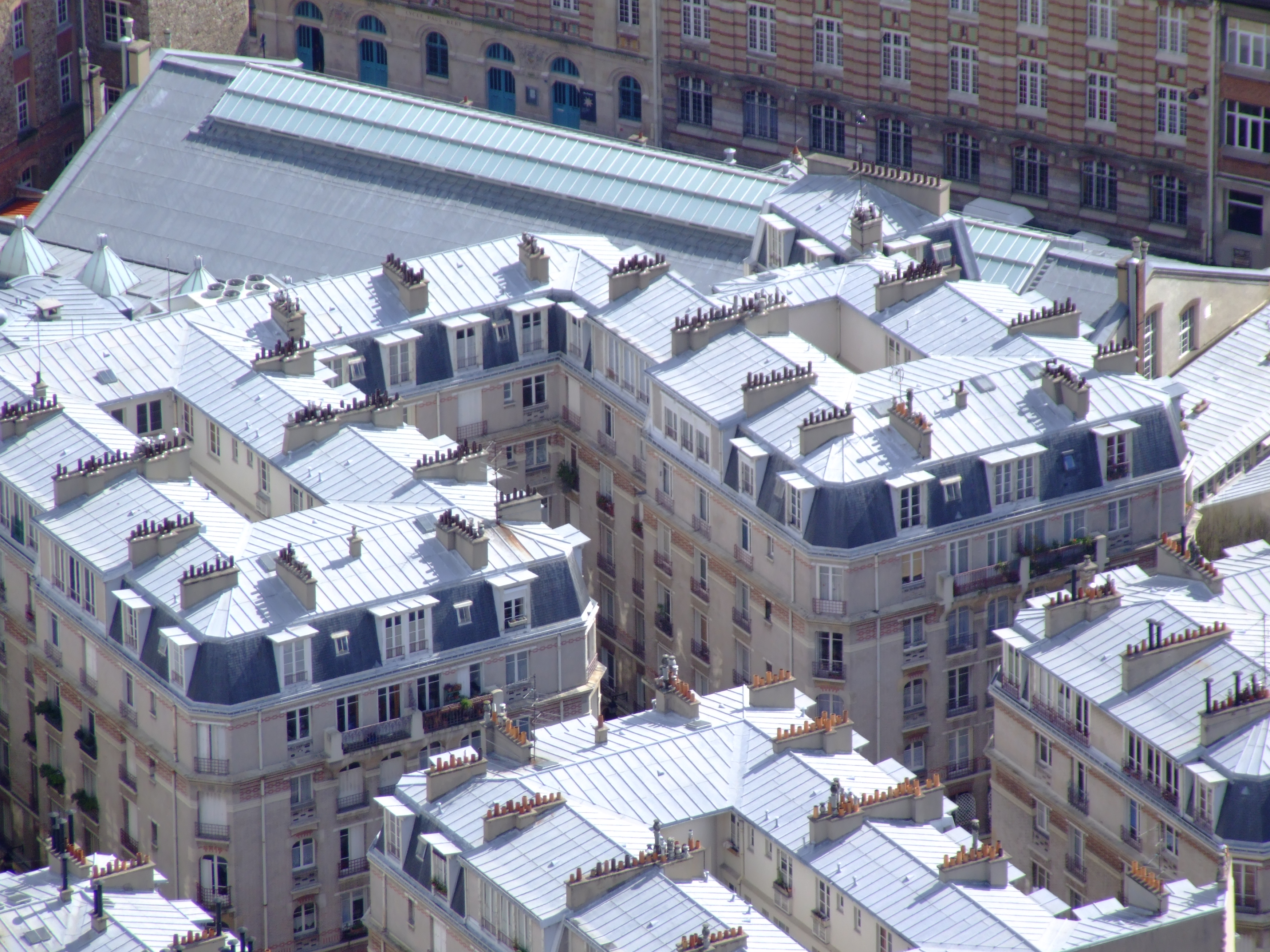
Logements de l'AP-HP square Delambre.

Les belles résidences en brique et pierre appartenant à l'AP-HP occupent l'essentiel du square Delambre.